# Костел Пантилимон
Костел Пантилимон (рум. Costel Pantilimon; Бакау, 1. фебруар 1987) бивши је румунски фудбалер. Играо је на позицији голмана.

## Каријера
Започео је каријеру у Политехници из Темишвара. Године 2011. потписао је за Манчестер сити из Премијер лиге прво као позајмљен играч, био је резерва Џоу Харту. Пантилимон је био први голман Ситија у њиховом освајању Лига купа 2013–14, након тога је одмах прешао у Сандерленд. Потписао је за Вотфорд 2016. године, али је уписао само два наступа у Премијер лиги пре него што је позајмљен Депортиво ла Коруњи и Нотингем Форесту. Пантилимон је потписао трајни уговор са Нотингемом 2018. године. Пред крај каријере је бранио за Омонију и Денизлиспор, након тога се повукао.
Пантилимон је био репрезентативац Румуније од 2008. до 2017. године, бранио је 27 пута у том периоду. Био је у тиму за Европско првенство 2016, али није играо ни у једној утакмици.

## Успеси
Манчестер сити
- Премијер лига: 2013/14.[2]
- Лига куп Енглеске: 2013/14.[3]
- ФА Комјунити шилд: 2012.[4]
- ФА куп финалиста: 2012/13.[5]